# Macrons Initiative für Europa
Macrons Initiative für Europa („Initiative pour l’Europe“) besteht aus den Gehalten der Rede, die Emmanuel Macron am 26. September 2017 an der Sorbonne vorgetragen hat. Darin plädierte er für die Neubegründung eines souveränen, geeinten und demokratischen Europas. Angesichts einer den Turbulenzen der Globalisierung ausgesetzten, geschwächten Europäischen Union gelte es jenen Reaktionen darauf zu begegnen, die sich im Zeichen von Nationalismus, Protektionismus und „Souveränitätswahrung durch Abschottung“ als die besseren Lösungen präsentierten. Deren neu angefachtes Wirkungspotential sei zu lange vernachlässigt und unterschätzt worden, sodass sie bald schon übermächtig werden könnten.
Dabei seien alle bevorstehenden Herausforderungen von der Klimaerwärmung über den digitalen Wandel und die Migration bis zum Terrorismus globalen Zuschnitts, sodass allein auf sich gestellte Nationen dabei wenig ausrichten könnten. In seiner Rede entwickelt Macron Vorschläge dazu, wie die Europäische Union ihre Handlungsfähigkeit und Wirkungsmacht unter Wahrung der Einheit in Vielfalt und der gemeinsamen demokratischen Grundsätze sowohl wirtschaftlich als auch kulturell aus seiner Sicht in Zukunft besser zur Geltung bringen sollte.

## Bausteine für eine Neugründung Europas
Die Europäische Union in ihrer gegenwärtigen Verfassung, so Macrons Grundannahme, ist zu schwach, zu langsam und zu ineffizient; nur in einem entsprechend ausgestalteten europäischen Rahmen aber seien auch für Franzosen die großen Herausforderungen dieser Zeit zu bewältigen. Es gelte, auf jede der anstehenden Herausforderungen mit konkreten Maßnahmen zu reagieren.

### Europas Handlungsfähigkeit erneuern
Macron beklagt, dass fälschlich der Eindruck erweckt worden sei, alle misslichen Zwänge und Ohnmachtsgefühle seien allein auf die Brüsseler Bürokratie zurückzuführen. Es werde vergessen, „dass wir Brüssel sind, immer!“ Wohl sei Europa in seiner derzeitigen Verfassung zu schwach, zu langsam und zu ineffizient; doch allein die Europäische Union könne den Bürgern der Mitgliedsstaaten Handlungsfähigkeit in der heutigen Welt verleihen.

„Es gilt, eine europäische Souveränität aufzubauen und es besteht eine Notwendigkeit, sie aufzubauen. Warum? Weil das, was unsere Identität ausmacht, was unsere tiefe Identität prägt, dieses Wertegleichgewicht, dieses Verhältnis zur Freiheit, zu den Menschenrechten, zur Gerechtigkeit ist etwas nie Dagewesenes auf diesem Planeten. Die Treue zur Marktwirtschaft, aber auch die zur sozialen Gerechtigkeit ist ebenso wichtig. Was Europa darstellt, können wir nicht blind übertragen, weder auf die andere Seite des Atlantiks noch auf die Grenzen zu Asien. Es liegt an uns, es zu verteidigen, und es in der Globalisierung aufzubauen.“

Unter Sicherheitsaspekten gelte es, die Bekämpfung der Terrorismusfinanzierung und terroristischer Propaganda im Internet auszuweiten, die Cybersicherheit zu verstärken und einen gemeinsamen Raum der Sicherheit und des Rechts zu schaffen. Zudem gehe es darum, Europa im Bereich der militärischen Verteidigung organisatorisch zusammenzuführen und, ergänzend zur NATO, selbständig handlungsfähig zu machen, auch mit Hilfe eines Europäischen Verteidigungsfonds. „Zu Beginn des kommenden Jahrzehnts sollte Europa dann über eine gemeinsame Einsatztruppe, einen gemeinsamen Verteidigungshaushalt und eine gemeinsame Handlungsdoktrin verfügen.“
Als neue Einrichtungen im Sicherheitsbereich schlägt Macron eine Europäische Akademie für nachrichtendienstliche Tätigkeit und eine Europäische Staatsanwaltschaft für organisierte Kriminalität und Terrorismus vor. Angesichts der Sicherheitsbedrohung durch den Klimawandel, der mit Bränden, Wirbelstürmen und Überschwemmungen Woche für Woche Menschen das Leben koste, möchte Macron zur Bündelung der Rettungs- und Einsatzmittel eine Europäische Zivilschutztruppe auf den Weg bringen.
Zur wirksameren Begrenzung der Erderwärmung sieht Macron eine Verteuerung der Kohlenstoffdioxid-Emissionen vor. Der Preis dürfe dabei nicht unter 25–30 Euro pro Tonne liegen. Gebraucht werde auch ein gut funktionierender gesamteuropäischer Energiemarkt auf der Basis schnell auszubauender Vernetzungen. Die zu bestimmten Jahreszeiten in bestimmten Regionen reichlich anfallenden erneuerbaren Energien müssten dann ganz Europa ebenso zugutekommen wie zu anderen Zeiten die kohlenstofffreie und kostengünstige Atomenergie.

### Perspektiven in der Migrationsfrage
Für Macron handelt es sich bei der Migrationskrise nicht um eine Krise, sondern um eine Langzeit-Herausforderung. Dabei sei Europas Schicksal mit dem des Nahen und Mittleren Ostens sowie mit dem Afrikas verknüpft. Nur im europäischen Rahmen werde es auch Frankreich gelingen, die Grenzen wirksam zu schützen, Asylberechtigte würdig aufzunehmen, sie wirklich integrieren zu können und zugleich diejenigen schnell zurückzuschicken, die kein Anrecht auf diesen Schutz besäßen.

„Solange wir zulassen, dass einige unserer Partner von einem Massenzustrom überschwemmt werden, ohne dass wir ihnen bei der Sicherung ihrer Grenzen helfen, solange unsere Asylverfahren weiter langsam und uneinheitlich sind, solange wir unfähig sind, gemeinsam die Rückführung nicht asylberechtigter Migranten zu organisieren, solange wird es uns gleichermaßen an Effizienz wie an Menschlichkeit mangeln.“

Zu Macrons diesbezüglichen Vorschlägen gehören eine Europäische Asylbehörde, vernetzte Datenbanken und sichere biometrische Ausweisdokumente („derzeit bearbeiten wir in Frankreich Zehntausende von Asylanträgen, die unsere europäischen Partner bereits abgelehnt haben“), eine europäische Grenzpolizei sowie ein großes, solidarisch finanziertes Bildungs- und Integrationsprogramm für die Flüchtlinge mit Bleiberecht.
Doch einzig die Stabilisierung und Entwicklung der Herkunftsländer, so Macron, würden die Migrationsströme versiegen lassen. Dazu müssten in der europäischen Außenpolitik klare Prioritäten gesetzt werden: Dies betreffe vor allem den Mittelmeerraum, „das Herz unserer Zivilisation“, und den afrikanischen Kontinent. Hier müssten die Entwicklungshilfemittel nachhaltig gesteigert werden. Dazu eigne sich die Ausweitung der in Frankreich und Italien bereits bestehenden Finanztransaktionssteuer im europäischen Maßstab. Unter dieser Voraussetzung würde Macron es befürworten, die gesamten Erträge daraus für die europäische öffentliche Entwicklungshilfe einzusetzen.

### Gestaltung des digitalen Wandels
Digitalisierung ist für Macron kein branchenspezifisches oder irgendwo randliches Geschehen, sondern eines, das die ausbalancierte europäische Wertgebundenheit an Freiheit, Solidarität und Sicherheit in Frage stellt. Es komme für Europa nun darauf an, sich bei der digitalen Revolution durch radikale Innovationen an die Spitze zu stellen und die dafür benötigten wissenschaftlichen und unternehmerischen Talente von überall her anzuziehen. Eine binnen zwei Jahren zu schaffende Europäische Agentur für radikal neuartige Innovationen solle künftig für die EU leisten, was die von den USA eingerichtete DARPA bei der Eroberung des Weltalls bewirkt habe.
Es gehe bei der Gestaltung des digitalen Wandels aber auch darum, die Rahmenbedingungen auf europäischer Ebene zu regeln, damit nicht – wie bisher in diesem Bereich – allein das Recht des Stärkeren vorherrsche. Mit dem Vorhaben eines digitalen europäischen Binnenmarkts müssten Regelungen einhergehen, die für den Schutz der individuellen Freiheit und Geheimhaltung sorgen und europäischen Unternehmen faire Teilnahmebedingungen am Markt garantieren. Es sei nicht hinnehmbar, dass europäische Akteure besteuert würden und internationale Akteure nicht und dass nicht besteuerte Marktteilnehmer des digitalen Bereichs mit steuerpflichtigen Akteuren der traditionellen Wirtschaft konkurrierten. Das passende Mittel, diesbezüglich zu einheitlichen Standards zu kommen, sei die Besteuerung von Wertschöpfung dort, wo sie entsteht.
Der digitale Wirtschaftsbereich darf sich laut Macron nicht dadurch von allen anderen unterscheiden, dass der geschaffene Wert nicht dem ihn Erzeugenden, sondern allein dem ihn zum Endabnehmer Übermittelnden vergütet wird. In dem sich herausbildenden digitalen Europa gehe es deshalb auch darum, den Autoren als Identitätsstiftern der den Europäern gemeinsamen geistig-kulturellen Überlieferung ihren Anteil zu lassen. Sie seien die wahre Autorität in Europa.

„Deshalb müssen die Urheberrechte in diesem modernen digitalen Raum verteidigt werden. Und es ist die Würde Europas, es ist seine ureigene Fähigkeit zu existieren und sich nicht in einem derartigen Bereich aufzulösen, was dazu führt, dass wir diesen Wandel nur schaffen können, wenn wir die gerechte Entlohnung aller Autoren und aller Formen künstlerischen Schaffens in der digitalen Welt verteidigen.“

### Angleichung der Wirtschafts- und Sozialsysteme in der Eurozone
Macron beklagt, dass nach den Verwerfungen der Finanzkrise ab 2007 immer noch jeder fünfte junge Mensch in der Eurozone arbeitslos sei. Dem müsse abgeholfen werden, indem aus dieser Zone eine mit China und den Vereinigten Staaten konkurrenzfähige Wirtschaftsmacht werde. Frankreich sei dabei, Arbeitsmarkt, Berufsausbildung und Wirtschaftsfinanzierung zu reformieren und habe folglich jedes Recht, Vorschläge auch auf europäischer Ebene zu machen.

„Ein Staat kann eine Krise nicht alleine durchstehen, wenn er nicht mehr über seine Währungspolitik entscheidet. Aus all diesen Gründen brauchen wir einen stärkeren Haushalt im Zentrum Europas, im Zentrum der Eurozone. 
 Die Mittel dieses Haushalts werden diese Zielsetzung widerspiegeln müssen. Die europäischen Abgaben im digitalen oder ökologischen Bereich werden so eine echte europäische Quelle zur Finanzierung gemeinsamer Ausgaben darstellen.“

Ein gemeinsamer Haushalt bedürfe der Steuerung durch einen gemeinsamen Minister und einer anspruchsvollen parlamentarischen Kontrolle auf europäischer Ebene. Nur mit einer starken internationalen Währung in der Eurozone könne Europa den Rahmen einer Weltwirtschaftsmacht bieten. Macron zielt aber auch auf eine neu zu belebende Solidarität in Europa, die gegen Sozialdumping am Arbeitsmarkt gerichtet ist. Darüber hinaus gelte es ein Programm der Steuer- und Sozialkonvergenz auf die Beine zu stellen. Bei der Körperschaftsteuer solle für die Mitgliedsstaaten zum EU-Haushalt 2020 eine verbindliche Spanne von Steuersätzen festgelegt werden; nur bei deren Einhaltung sollten Mitgliedsstaaten weiterhin Zugang zu Mitteln des Kohäsionsfonds haben. Auch bei Mindestlöhnen und Sozialversicherungsstandards sei mehr Konvergenz nötig. Macron spricht sich für die Gewährung des höchsten Sozialsicherungsniveaus aus, „allerdings zugunsten des Herkunftslandes. Dieses Geld füttert einen Solidaritätsfonds, der den am wenigsten reichen Ländern zu Gute kommt, damit sie sich annähern können.“

### Sprachen- und Kulturvielfalt positiv gewendet
Was Europa ausmacht und zusammenhält, so Macron, seien Kultur und Wissen. Die vermeintliche Zersplitterung sei im Grunde Europas größte Chance. Europa solle zu einem Raum werden, in dem jeder Studierende bis 2024 mindestens zwei europäische Sprachen spreche. Es gelte den Austausch zu stärken. Bis 2024 solle die Hälfte einer Altersgruppe, ob Studierende oder Auszubildende, bis zu ihrem 25. Lebensjahr mindestens sechs Monate in einem anderen europäischen Land verbracht haben. Ebenfalls bis 2024 sollten nach Macron mindestens 20 Europäische Universitäten errichtet werden, „die ein Netzwerk von Universitäten aus mehreren Ländern Europas bilden und die einen Studienverlauf schaffen, in dem jeder Studierende im Ausland studiert und Seminare in mindestens zwei Sprachen belegt.“ Zudem solle ein Prozess zur Harmonisierung beziehungsweise zur gegenseitigen Anerkennung von Abschlüssen der schulischen Sekundarstufe eingeleitet werden.

„Das Europa der Mehrsprachigkeit ist eine nie da gewesene Chance. Europa ist kein homogenes Gebilde, worin sich jede und jeder aufzulösen hat. Die europäische Komplexität besteht in der Fähigkeit, die Einzelteile Europas zu denken, ohne die es niemals ganz es selbst ist. Und dies führt wiederum dazu, dass ein reisender Europäer immer ein bisschen mehr ist als ein Franzose, ein Grieche, ein Deutscher oder ein Niederländer. Er ist Europäer, weil er diesen universellen Teil bereits in sich trägt, den Europa und die Mehrsprachigkeit in sich bergen. […] Unsere politischen Debatten sind in Europa immer schwieriger als im Rest der Welt. Denn der europäische Sisyphos muss immer noch sein Unübersetzbares vor sich her rollen. Doch dieses Unübersetzbare ist unsere Chance! Es ist Teil des Mysteriums in jeder und jedem von uns und es ist Teil des Vertrauens in das europäische Projekt. Es ist die Tatsache, dass wir, die wir nicht dieselbe Sprache sprechen und diesen Teil unbekannter und unüberwindbarer Differenz besitzen, zu einem bestimmten Zeitpunkt beschließen, gemeinsam zu arbeiten, obwohl wir uns hätten trennen können. Ich bekenne mich zu diesem Teil unübersetzbarer, unüberwindbarer Differenz, weil ich mir einen glücklichen Sisyphos vorstellen möchte.“

Das Unaussprechliche auf Deutsch ist für Macron der Finanztransfer; das Unaussprechliche auf Französisch sei die Vertragsänderung. Man werde aber, um Europa langfristig zu sichern, beides brauchen. Der überkommene Integrationsmechanismus einer aufgeklärten proeuropäischen Avantgarde, der ohne Beteiligung der EU-Bevölkerung ausgekommen sei, entstamme einer anderen Zeit mit anderen Kommunikationsmitteln als heutzutage und könne so nicht weitergeführt werden. Dies hätten die Verfassungsreferenden in Frankreich und den Niederlanden gezeigt. Nun gelte es, den europäischen Prozess mit den Völkern neu zu begründen.

### Eine freie und transparente europäische Debatte zur Neuausrichtung
Im Hinblick auf die Europawahl 2019 spricht Macron sich dafür aus, eine umfangreiche Debatte „zur Bestimmung der Prioritäten, Sorgen und Ideen für unseren Fahrplan für das Europa von morgen“ zu organisieren. Man solle sich nicht von jenen beeindrucken lassen, die in Europawahlen gewohnheitsmäßig nichts als ein Kondensat der je nationalen Debatten sähen. Es solle 2019 transnationale Listen geben, über die die Europäer für ein kohärentes und gemeinsames Projekt stimmen könnten. Durch den Brexit 2019 würden 73 europäische Abgeordnetensitze frei. Diese sollten nach Macrons Vorstellung für eine transnationale Liste reserviert werden, bei der man überall in Europa über dieselben europäischen Abgeordneten abstimmt. „Und ich möchte, dass bei den darauffolgenden Wahlen der wirkliche Schritt nach vorn gegangen werden kann, indem die Hälfte des Europäischen Parlaments über diese transnationalen Listen gewählt wird.“

„Und in dieser Legislaturperiode von 2019 bis 2024 gilt es Europa umgestalten. All jene, die sagen, man müsse warten, sagen dies seit Jahren und Jahrzehnten. Das Hinauszögern steht genau im Sinne dieser Trägheit, die ich eben erwähnt hatte. Sie wollen noch eine Gelegenheit verstreichen lassen! Wir sind aus dem Gleichgewicht geraten! Es gibt Bedrohungen! Kühnheit ist unsere einzige Antwort. Neu geschärfte Ambitionen sind der einzige Widerstand. Wir dürfen keine Angst haben, gehen wir voran.“

Eine 30-köpfige Europäische Kommission ist aus Macrons Sicht nicht geeignet, eine institutionell funktionsfähige EU zu gewährleisten. Stattdessen sei eine Kommission mit nur noch 15 Mitgliedern anzustreben. Die Gründerstaaten der Gemeinschaft sollten mit gutem Beispiel vorangehen und auf das eigene Kommissionsmitglied verzichten. Auf diese Weise ließen sich Zuständigkeiten bündeln, anstatt sie zu zerstückeln.
Die Europäische Union als ein Schlüsselfaktor für Frieden und Stabilität auf dem Kontinent muss Macron zufolge auch bereit sein, die Balkanstaaten als weitere Mitglieder aufzunehmen, sobald diese den gemeinschaftlichen Besitzstand und die demokratischen Anforderungen vollständig erfüllen. Ihre Anbindung an die Union sei nötig als Garant dafür, dass sie sich nicht Russland, der Türkei oder anderen Mächten anschlössen, die den Werten der EU fern stünden.
Es sei Tatsache und sinnvoll, sich dazu zu bekennen, dass Europa bereits jetzt mit unterschiedlichen Geschwindigkeiten vorangehe, findet Macron. Diesbezüglich schlage er in erster Linie Deutschland eine neue Partnerschaft vor, sehe aber auch bei vielen anderen Partnern entsprechende Möglichkeiten und gemeinsame Visionen. Bis 2024 könne man sich die vollständige Marktintegration vornehmen und die Unternehmen vom Gesellschafts- bis zum Konkursrecht denselben Regeln unterwerfen.
Als Kernziel seiner Denkanstöße und Initiativen bezeichnet es Macron, „Europa sich selbst und den europäischen Bürgern zurückzugeben.“ Am Schluss der Rede heißt es:

„Also sage ich allen Staatschefs Europas, dass wir unabhängig von unseren Schwierigkeiten und von allen Turbulenzen eine einzige Verantwortung haben, nämlich die, zu der uns unsere Jugend verpflichtet; die Verantwortung für die kommenden Generationen, die Verantwortung dafür, ihre Dankbarkeit zu erhalten, sonst werden wir ihre Missgunst verdienen. Ich habe mich entschieden.“

## Aufnahme und Fortgang der Initiative
Zwei Tage nach Macrons Rede an der Sorbonne kam es anlässlich des Digitalen Gipfeltreffens unter estnischem Ratsvorsitz in Tallinn zu einem ersten Austausch von EU-Staats- und Regierungschefs über die neuesten Reformpläne, nachdem EU-Kommissionspräsident Jean-Claude Juncker am 13. September 2017 in seinem Bericht zur Lage der EU bereits diesbezüglich vorgelegt hatte. Auch angesichts der weitergehenden Pläne Macrons wurde in einer Vergleichsstudie von Seiten der Kommission viel Übereinstimmung festgestellt. EU-Ratspräsident Donald Tusk sprach von einer guten und konstruktiven Debatte und kündigte an, in einer kurzfristig vorzulegenden politischen Agenda sowohl das von einigen vertretene Interesse an kleineren Reformschritten als auch dasjenige an größeren Reformvorhaben zu berücksichtigen. Es gelte auch im Zusammenhang mit neuen Ideen, die Einheit der 27 EU-Staaten zu bewahren.
Die speziell auf Deutschland gerichtete Wirkungsabsicht von Macrons Initiative – die Rede vom 27. September 2017, über deren Gehalte Bundeskanzlerin Angela Merkel informiert war, wurde gezielt unmittelbar nach der Bundestagswahl 2017 gehalten – kam trotz verhalten positiver Reaktion nicht wie erhofft zum Tragen. Die für Januar 2018 von Macron in Aussicht genommene Unterzeichnung eines neuen Élysée-Vertrags mit Deutschland erledigte sich gleichsam von selbst, indem die Konstituierung einer neuen Bundesregierung nach der Bundestagswahl 2017 sich wegen des Scheiterns der Jamaika-Sondierungsgespräche bis zum 14. März 2018 hinzog.
Im Presseecho mischten sich euphorische Zustimmung und skeptische Vorbehalte. In der Süddeutschen Zeitung hieß es: „Macron hat an der Sorbonne vor Studenten gesprochen, und zugleich zu allen Europäern. Seine Rede ist Zäsur, Weckruf, Programm, Manifest. Sie beendet den europapolitischen Kleinmut und die Angststarre angesichts der Nationalisten. Sie ist – auch wenn nicht alles schon heute realistisch erscheint – ein Füllhorn von Ideen, um das Europaparlament mächtiger, das Steuerrecht gerechter, die Verteidigung schlagkräftiger und die EU-Kommission tatkräftiger zu machen.“ Das Magazin Cicero kommentierte: „Die Rede war bewusst so gelegt, dass sie mitten in die Berliner Koalitionsverhandlungen platzt. Sie enthielt einige Botschaften an Merkel und ihre neuen Freunde aus Jamaika. ‚Ich kenne Ihre Sorgen, ich habe den Vormarsch der Nationalisten auch schon erlebt’, rief Macron der Kanzlerin zu. ‚Kein Rückzug, kein Zögern’, sei jetzt angesagt. ‚Wagemut und Sinn für die Geschichte, das biete ich Ihnen an!’ Direkter hätte er den Appell, die EU nicht noch länger hinzuhalten, kaum formulieren können. In Paris fürchtet man genau wie in Brüssel, dass Berlin nach der Wahl durch wochenlange Koalitionsverhandlungen gelähmt sein könnte – und am Ende nur in minimale Kompromisse zur Reform der EU und der Euro-Währungsunion einwilligt. Wahrscheinlicher ist jedoch, dass es ihm wie Juncker und May ergeht. Das deutsche Publikum klatscht artig Beifall, um die Vorschläge dann in der Luft zu zerreißen.“ Der Tagesspiegel befand: „Es ist kein Geheimnis, dass Emmanuel Macron auf eine Fortsetzung der Europa-freundlichen großen Koalition in Berlin gehofft hatte. Er kann sich aber nicht durch deutsches Zögern von seinen Plänen abbringen lassen. Seine Glaubwürdigkeit im eigenen Land und als europäische Galionsfigur steht auf dem Spiel. Er wird sich andere Partner suchen, und das können nach Lage der Dinge nur die südeuropäischen Staaten sein. Wenn sich Deutschland also verweigert, verzichtet es darauf, Einfluss auf die künftige Entwicklung der Euro-Zone zu nehmen – eigentlich unvorstellbar.“

### Macrons Rede vor dem Europäischen Parlament
Am 17. April 2018 erneuerte Macron in einer Ansprache mit anschließender Befragung vor dem Europäischen Parlament seine Initiative für Europa. Die Antwort der Europäischen Union auf den verbreiteten Autoritarismus, mahnte Macron, dürfe nicht die autoritäre Demokratie sein, sondern müsse in der Autorität der Demokratie bestehen. Die USA, mit denen man so viel teile, seien heute mit der Versuchung des Sichzurückziehens und der Ablehnung in Bezug auf Multilateralismus, Klimaschutz oder handelspolitische Fragen konfrontiert. Das europäische Modell sei leistungsfähig wie kein anderes, bedürfe aber auch des täglichen Einsatzes zu seiner positiven Entwicklung. Wer dabei vor einer Tempobeschleunigung warne, um der EU-Bevölkerung nicht zu viel abzuverlangen, spiele den Populisten in die Hände und folge einer unzeitgemäßen „Melodie der Bewegungslosigkeit“. Stattdessen sei es an der Zeit, „dem Zorn der Völker Europas Gehör zu schenken. Was sie brauchen, ist keine Pädagogik, sondern ein neues Projekt, eine notwendige Effizienz im Alltag. Doch diejenigen, die mit diesem Zorn, den sie bewusst schüren, hausieren gehen, bieten als einzige Zukunft nur die Sackgasse der Rückkehr zur nationalistischen Zerrissenheit von gestern.“
Das kommende Jahr müsse für eine strukturierte Debatte genutzt werden; es dürfe nicht so weitergehen wie bisher, dass man sich der Diskussion über Europa verweigere, Posten verteile und alle Übel Brüssel und Straßburg anlaste. Macron plädiert für Bürgerbefragungen als innovatives Element, um eine „ehrliche, offene, nicht reibungsfreie und durchaus schwierige Debatte“ herbeizuführen, in der zu ergründen wäre, „was die Menschen eint und was sie trennt, um wegzukommen von der undifferenzierten Ja-Nein-Alternative.“
Von neuem betonte Macron das Ziel einer europäischen Souveränität. Dabei gehe es nicht um eine abstrakte Idee, nicht um eine Verwässerung der je eigenen Souveränität, sondern um eine Souveränität, „die diese ergänzen und nicht ersetzen soll und die allein es uns ermöglichen wird, angemessen den großen Migrationsbewegungen, den Sicherheitsproblemen in dieser Welt, den tiefgreifenden wirtschaftlichen, sozialen und ökologischen Veränderungen zu begegnen und die richtigen Antworten zu liefern.“ In der Migrationsproblematik müsse man die vergiftete Debatte über die Dublin-Regel und die Umverteilung von Flüchtlingen hinter sich lassen und „die externe und interne Solidarität verwirklichen, die unser Europa braucht. Ich schlage daher vor, ein europäisches Programm einzurichten, aus dem Gebietskörperschaften, die Flüchtlinge aufnehmen und integrieren, direkte finanzielle Unterstützung erhalten.“
Macron wiederholte vor den europäischen Parlamentariern seine Vorschläge zur Digitalbesteuerung, um die EU-Eigenmittel zu erhöhen, zur schrittweisen Verwirklichung einer Bankenunion und zur Schaffung eines EU-Haushaltsfonds, um für mehr Stabilität und Konvergenz im Euro-Raum zu sorgen. Auch bei der Harmonisierung der Steuer- und Sozialpolitik seien Konvergenzkriterien dienlich. Ebenfalls voranzutreiben sei die auf Gesundheit und Ernährung bezogene Souveränität. Im Kulturbereich verwies er von neuem auf die Idee der europäischen Universitäten, auf den Urheberrechtsschutz und auf die anzustrebende „digitale Souveränität“, vornehmlich den Schutz der personenbezogenen Daten betreffend. Als Voraussetzung für einen glaubhaften Energiewandel werde Frankreich die Idee eines CO2-Mindestpreises vorantreiben und die Idee einer CO2-Steuer an den Grenzen unterstützen.
Die Befragung Macrons im Anschluss an die Rede ging teils mit kritischen Bemerkungen einher. Europa sei mehr als Deutschland und Frankreich, wird EU-Kommissionschef Jean-Claude Juncker zitiert, der Macron aufgab, auch an die anderen Länder zu denken. Udo Bullmann (SPD), der neue Vormann der sozialdemokratischen Fraktion im EU-Parlament, vertrat die Ansicht, Macron könne nicht mehr auf „Madame Non“ (Angela Merkel) setzen; er werde auch mit den „vielen kleinen Mini-Schäubles“ in Berlin noch Schwierigkeiten bekommen. „Das Fenster für Reformen schließt sich“, so Die Tageszeitung, „die Visionen verlieren ihren Glanz. Für Macron könnte dies noch gefährlich werden. Denn wenn er nicht bald Ergebnisse vorzeigen kann, dürften seine innenpolitischen Gegner wieder stärker werden. Und die sind keine Freunde der EU – ganz im Gegenteil.“

### Macrons Rede anlässlich der Karlspreis-Verleihung
Auch bei der Verleihung des Karlspreises am 10. Mai 2018 warb Macron für einen unverzüglichen Neubeginn mit durchgreifenden Reformen der Europäischen Union. In der Begründung für die Preisverleihung wird ihm bescheinigt, es gehe ihm nicht „um institutionelles Kleinklein“, sondern „um die wesentlichen Grundsatzfragen, um die große europäische Erzählung, mit der er die Menschen wieder für das Einigungswerk gewinnen will.“ Er stehe dafür, dass das moderne politische Leben den Sinn für das Symbolische wiederfinden müsse. „So erschließt sich jene bis dato einzigartige Szene des gerade gewählten neuen französischen Präsidenten, der nicht etwa zur Marseillaise, sondern zu den Klängen der Europahymne den Innenhof des Louvre durchschreitet, um zu seinen Anhängern zu sprechen und die feste Verankerung Frankreichs in der Europäischen Union zu unterstreichen.“
In seiner Dankesrede verband Macron sein Plädoyer für die europäische Souveränität mit der Aufforderung zur Selbstbehauptung auch in dem von der Trump-Administration ausgehenden Handelskonflikt: „Wir Europäer, wir sind die Bewahrer eines in meinen Augen starken internationalen Multilateralismus. Und uns obliegt es, diesen Multilateralismus im Sinne unserer eigenen Souveränität zu verteidigen, in nichts nachzugeben und dabei weder naiv zu sein angesichts unlauteren Wettbewerbs und auch nicht schwach angesichts der Bedrohungen von Seiten derer, die manchmal sogar mit uns gemeinsam diese Regeln verfasst haben.“
Die Mitgliedstaaten der Europäischen Union dürfen sich, plädierte Macron, nicht spalten lassen, sondern müssen an ihrem Zusammenhalt arbeiten. Jedes Land habe eine eigene Verantwortung und Entscheidungsbefugnis für Reformen zur Krisenbewältigung; aber es gebe auch eine nötige Solidarität untereinander. Diese hätten die Deutschen im Zuge der Wiedervereinigung genossen, um dahin zu kommen, wo Deutschland heute in Europa steht; gegenwärtig gelte es für die Europäer, Solidarität zu üben in Sachen Migration, europäische Finanzen und angesichts einer regional bis auf 50 Prozent angestiegenen Jugendarbeitslosigkeit. An seine Laudatorin Angela Merkel gewandt, sprach sich Macron dafür aus, keine Ängste vor gewissen Unterschieden im Umgang mit öffentlichen Geldern zu kultivieren: Er sei bereit zu tiefgreifenden Reformen, um die öffentlichen Ausgaben zu senken und entsprechende Regeln im europäischen Rahmen mitzugestalten. Analog dazu dürfe es jedoch in Deutschland auch kein immerwährendes Festhalten an Haushalts- und Handelsüberschüssen geben, denn das gehe immer auch zu Lasten anderer.
Macrons abschließender Appell war neuerlich auf ein entschieden rasches Handeln gerichtet: „Warten wir nicht zu! Es geht ums Jetzt! Zu lange haben wir aufeinander gewartet. […] Es geht nicht darum, eine gestern geschriebene Symphonie zu würdigen, sondern darum, weiter zu schreiben an dieser unvollendeten Partitur, die unsere Partitur ist, weil sie unsere Herausforderung ist, unsere Pflicht und sicherlich auch unsere Aufgabe, und weil ich der tiefen Überzeugung bin, dass sie sich jetzt entscheidet!“